# Scopula mudrica
Scopula mudrica är en fjärilsart som beskrevs av Koutsaftikis 1973. Scopula mudrica ingår i släktet Scopula och familjen mätare. Inga underarter finns listade.